# アカリ (GReeeeNの曲)
「アカリ」はGReeeeNの35枚目のシングル。ZEN MUSICから2021年9月8日に発売された。

## 概要
- 前作の「星影のエール」より1年2ヶ月ぶりのシングルである。TBSテレビ日曜劇場 『TOKYO MER〜走る緊急救命室〜』 主題歌[1]。GReeeeNがTBSのドラマ主題歌を担当するのは『ROOKIES』以来である。
- また、GReeeeNのシングル表題曲が3分を切るのは13thシングル「ソラシド」以来であり、同曲に次いで2番目に短いシングル表題曲となっている。
- GReeeeN名義では最後となるCDシングル作品。

## 収録曲
1. アカリ [2:57]
  - 作詞・作曲 : GReeeeN
  - 日曜劇場 『TOKYO MER〜走る緊急救命室〜』 主題歌
  - デジタル配信は同年7月26日から開始された。
2. 蕾 -Orchestra ver.- [3:45]
  - 作詞・作曲 : GReeeeN
  - TBS 東日本大震災10年プロジェクト ｢つなぐ、つながる｣ テーマソング
  - こちらも同年5月3日からデジタル配信が既に開始されていた。